# Ресовия (футбольный клуб)
«Ресовия» (пол. Resovia Rzeszów) — польский футбольный клуб из Жешува, выступающий в Первой лиге.

## История
Считается, что «Ресовия» как спортивный клуб был основан в 1910 году . Внутриклубный источник предположил, что основание Клуба произошло в 1905 году, ссылаясь на неоднозначные предпосылки, в том числе на предполагаемое формирование студенческих футбольных команд примерно в этом году. Эта гипотеза была опровергнута Артуром Фортуной, связанным с Краковией. В выпусках еженедельника «голос Жешувского» (имеется в оцифрованном виде в Прикарпатской цифровой библиотеке) за 1905-1909 гг. нет сообщений о существовании Ресовии. С одной стороны, есть информация о специально организованном безымянном футбольном клубе среди учащихся младших классов средней школы C.K. в Жешуве, действовавшем в городском саду в 1908/1909 учебном году (позже названном футбольная команда). В «Голосе Жешовского» сообщалось о существовании других команд в Жешуве в этот период: в 1908 г. был объявлен матч в саду на первенство Жешув-Варшавянка в 1909 г. — матч Червоно-Чарни. Была объявлена и доложена команда «Чарни» или «Чарни Жешув».В августе 1909 г. в городском саду она сыграла матч с «Чарни» из Львова (1:8). Сведения о матче Ресовии в городском саду появились в 1910 г. 2 октября 1910 года Ресовия сыграла матч против «Вислоки» Дембицы. 4 июня 1912 г. в Жешуве состоялась 1-я внеочередная Генеральная ассамблея Спортивного клуба.

## Достижения
- Чемпион Львовского округа: 1937
- Вице-чемпион Львовского округа: 1933, 1934
- Полуфинал кубка Польши: 1980/81
- Второе место во Второй лиге: 1982/83
- Третье место в чемпионате юниоров Польши: 1953

## Руководство клуба
- Президент клуба: Александр Бентковский
- Президент футбольной секции: Адам Садецкий
- Вице-президент секции: Януш Солаж
- Менеджер по безопасности: Ришард Блихаж
- Менеджер секции: Адриан Рудавский
- Секретарь секции: Януш Бруд
- Капеллан: Роберт Слива
- Главный тренер: Войцех Борецкий
- Ассистент тренера: Артур Лучик
- Тренер вратарей: Мариуш Ставаж